# Mèrope (Plèiade)
D'acord amb la mitologia grega, Mèrope (en grec antic Μερόπη), va ser una de les Plèiades, filla d'Atles i Plèione.
Es casà amb el mortal Sísif i fou la mare de Glaucos. De totes les Plèiades és l'única casada amb un mortal, per això l'estrella que li correspon a la constel·lació de les Plèiades té menys lluentor que les que representen les seves germanes.